# Yustinus Hardjosusanto

Yustinus Hardjosusanto, né le 5 septembre 1953 à Magelang dans la province de Java central, est un prélat indonésien, archevêque de Samarinda en Indonésie depuis 2015.

## Biographie
Il est ordonné prêtre pour les Missionnaires de la Sainte-Famille (M.S.F.) le 6 janvier 1982. Il commence son ministère dans la paroisse Saint-Pierre à Purwosari, un quartier de Surakarta puis dans un second temps comme secrétaire de l'archevêque de Semarang.

## Évêque
Le 9 janvier 2002, le pape Jean-Paul II le nomme évêque de Tanjung Selor, il devient le tout premier évêque de ce nouveau diocèse. Il reçoit l'ordination épiscopale le 14 avril 2002 du cardinal Julius Riyadi Darmaatmadja, archevêque de Jakarta.
Il est transféré au siège métropolitain de Samarinda le 16 février 2015. 